# Blockade-Gletscher
Der Blockade-Gletscher ist ein Talgletscher im äußersten Nordosten der Aleutenkette in Alaska (USA). 

## Geografie
Der eigentliche Blockade-Gletscher strömt von dem auf 354 m Höhe gelegenen Blockade Lake 15 km in nordöstlicher Richtung, wobei er von den Neacola Mountains links und den Chigmit Mountains rechts flankiert wird. Der 1,7 km breite Blockade-Gletscher endet auf einer Höhe von etwa 150 m. Der unterhalb der Gletscherzunge vorbeifließende McArthur River nimmt das Schmelzwasser des Gletschers auf und mündet später in das Cook Inlet. Etwa 10 km oberhalb des unteren Gletscherendes vereinigt sich der Blockade-Gletscher mit einem von links heranströmenden 30 km langen und wesentlich größeren Tributärgletscher, der nordwestlich des Blockade Lake verläuft und auf einer Höhe von 1800 m sein Nährgebiet besitzt. 